# Talkhak
Talkhak är en ort i Iran.   Den ligger i provinsen Khorasan, i den nordöstra delen av landet, 800 km öster om huvudstaden Teheran. Talkhak ligger 1 524 meter över havet och antalet invånare är 255.
Terrängen runt Talkhak är huvudsakligen kuperad, men åt nordväst är den platt. Runt Talkhak är det ganska glesbefolkat, med 35 invånare per kvadratkilometer. Närmaste större samhälle är Almejūq-e Soflá, 12,0 km väster om Talkhak. Omgivningarna runt Talkhak är i huvudsak ett öppet busklandskap.